# Tosashimizu
Tosashimizu (Japans: 土佐清水市, Tosashimizu-shi) is een Japanse stad in de prefectuur Kochi. In 2014 telde de stad 14.630 inwoners. Een groot deel van de stad grenst aan de Grote Oceaan.

## Geschiedenis
Op 1 augustus 1954 werd Tosashimizu benoemd tot stad (shi). 

## Partnersteden
- New Bedford, Verenigde Staten
- Fairhaven, Verenigde Staten

Steden:
Aki · Kami · Kōchi (hoofdstad) · Kōnan · Muroto · Nankoku · Shimanto · Sukumo · Susaki · Tosa · Tosashimizu

Districten:
Agawa · Tosa · Hata · Nagaoka · Takaoka · Aki
Gemeenten per district